# Brezje pri Dobu
Brezje pri Dobu is een plaats in Slovenië en maakt deel uit van de gemeente Domžale in de NUTS-3-regio Osrednjeslovenska. De plaats telde 121 inwoners op 1 januari 2020.